# Campoplex pumilus
Campoplex pumilus là một loài tò vò trong họ Ichneumonidae.